# Solution du sol
En agronomie et en pédologie, la solution du sol est l'eau chargée d'ions qui circule dans les espaces libres ou pores du sol ; c'est le lieu des interactions de la terre et de la vie végétale.

## La solution du sol et le complexe argilo-humique
C'est de la solution du sol que la plante tire la plupart des éléments dont elle a besoin, autres que le carbone qu'elle tire de l'air (mais les légumineuses tirent aussi profit de l'azote atmosphérique fixé par des bactéries symbiotiques ou rhizobiums).
Le développement de la plante dans de bonnes conditions suppose une structure adéquate qui s'articule autour du complexe formé par l'argile et l'humus, lequel assure la permanence de la solution et régule les échanges ioniques grâce à sa capacité de rétention en eau et sa capacité d'adsorption des ions - appelée improprement "pouvoir absorbant".
On voit qu'il ne sert à rien de surcharger la terre en éléments fertilisants si le système ne fonctionne pas du fait d'une structure détériorée dans laquelle la solution du sol est peu accessible ou évolue trop rapidement.
Le complexe argilo-humique garde en réserve les ions positifs ainsi que l'ion négatif PO43− qui est fixé par un processus spécial ; l'ion NO3− n'étant pas retenu est vite lessivé si les apports excèdent les besoins ; d'où la place de la gestion des nitrates dans la prévention de la pollution du réseau hydrologique.